# Ilja Nikolajewitsch Bronschtein
Ilja Nikolajewitsch Bronschtein (im Deutschen meist Bronstein zitiert; russisch Илья Николаевич Бронштейн; englische Transkription Ilya Nikolaevich Bronshtein) (* 1903; † 1976) war ein sowjetischer angewandter Mathematiker und Mathematikhistoriker.
Er lehrte an der Moskauer Staatlichen Technischen Universität MAMI (damals Staatliche Hochschule für Maschinenbau) auf dem 1939 eingerichteten Lehrstuhl für Höhere Mathematik.
Bekannt ist er als Autor des in Deutschland und Russland weitverbreiteten Taschenbuchs der Mathematik (in Deutschland kurz Bronstein genannt) mit Konstantin Adolfowitsch Semendjajew (1908–1988). Die erste Fassung wurde 1939/40 geschrieben, bei der Belagerung von Leningrad gingen die Druckplatten aber vorübergehend verloren und das Buch erschien 1945, nachdem diese wiedergefunden waren, eine erste deutsche Übersetzung der 6. Auflage 1958 bei Teubner. Während das Buch in Deutschland bis heute in Bearbeitung weiter erschien, endete das Erscheinen in der Sowjetunion vorläufig 1967 mit der 11. Auflage bei Nauka, da man stattdessen eine Übersetzung eines amerikanischen Lehrbuchs veröffentlichte und der Inhalt des Bronstein nicht mehr den Anforderungen entsprach.
Mit der gründlich überarbeiteten deutschen Neuauflage 1979 erschien auch im Russischen eine Neuausgabe, an der auch noch Semendjajew mitwirkte. 1986 erschien die 13. russische Auflage.

## Schriften
- Über imaginäre lineare Würfe, Mat. Sb., Band 34, 1927, S. 37–47
- Mit Semendjajew: Taschenbuch der Mathematik für Ingenieure und Studenten Technischer Hochschulen (Справочник по математике для инженеров и учащихся втузов), Moskau, ab 1945, deutsche Ausgaben siehe Taschenbuch der Mathematik